# Melitaea occasus
Melitaea occasus är en fjärilsart som beskrevs av Ruggero Verity 1919. Melitaea occasus ingår i släktet Melitaea och familjen praktfjärilar. Inga underarter finns listade i Catalogue of Life.